# Huntířov (okres Děčín)
Obec Huntířov (německy Güntersdorf) se nachází v okrese Děčín v Ústeckém kraji. Žije v ní 818 obyvatel.
Osada byla založena německými kolonisty během velké kolonizace 13.-14. století.

## Historie
První písemná zmínka o obci pochází z roku 1352.

## Obyvatelstvo
| | 1869 | 1880 | 1890 | 1900 | 1910 | 1921 | 1930 | 1950 | 1961 | 1970 | 1980 | 1991 | 2001 | 2011 |
| --- | ---- | ---- | ---- | ---- | ---- | ---- | ---- | ---- | ---- | ---- | ---- | ---- | ---- | ---- |
| Obyvatelé | 892  | 906  | 843  | 799  | 788  | 695  | 775  | 410  | 401  | 343  | 346  | 337  | 404  | 346  |
| Domy | 173  | 176  | 175  | 177  | 175  | 173  | 174  | 133  | 165  | 82   | 81   | 98   | 81   | 95   |
| Tabulka zahrnuje údaje bývalé osady Popovičky. Data z roku 1961 zahrnují i domy místních částí Františkův Vrch, Nová Oleška, Stará Oleška. |      |      |      |      |      |      |      |      |      |      |      |      |      |      |

## Pamětihodnosti
- Větrný mlýn Františkův vrch
- Venkovská usedlost čp. 13[7]
- Kostel svatého Jiří - v Huntířově stával kostel sv. Jiří (původně gotický, barokně přestavěný). Kostel byl odstřelen koncem roku 1968.[8]

## Části obce
- Huntířov
- Františkův Vrch
- Nová Oleška
- Stará Oleška
- Popovičky – zaniklá osada